# Ordre de la Charité chrétienne
L'ordre de la Charité chrétienne, fut institué par le roi Henri III dans le but de récompenser les officiers et soldats blessés au service de l'État. À cet effet, il leur donna à Paris, rue des Cordeliers, dans le faubourg Saint-Marcel, une maison nommée « Maison de la Charité chrétienne » et leur assigna des revenus sur les hôpitaux et maladreries de France.
Cette institution, perfectionnée par Henri IV, qui inspira plus tard à Louis XIV la fondation de l'Hôtel des Invalides, ne reçut jamais son entière exécution, par suite des troubles qui agitèrent la France à cette époque.
Ceux qui étaient reçus dans l'ordre portaient sur leurs manteaux une croix ancrée en broderie de satin ou taffetas blanc, bordée de soie bleue, chargée en cœur d'un losange de satin bleu brodé d'une fleur de lis d'or. Autour de la croix était brodé : « Pour avoir bien servi. » 

## Sources
- Palliot, La Vraye et Parfaite Science des Armoiries, 2001
- Gourdon de Genouillac,  Dictionnaire des ordres de chevalerie, 2008